# Эрлитоу

Эрлитоу

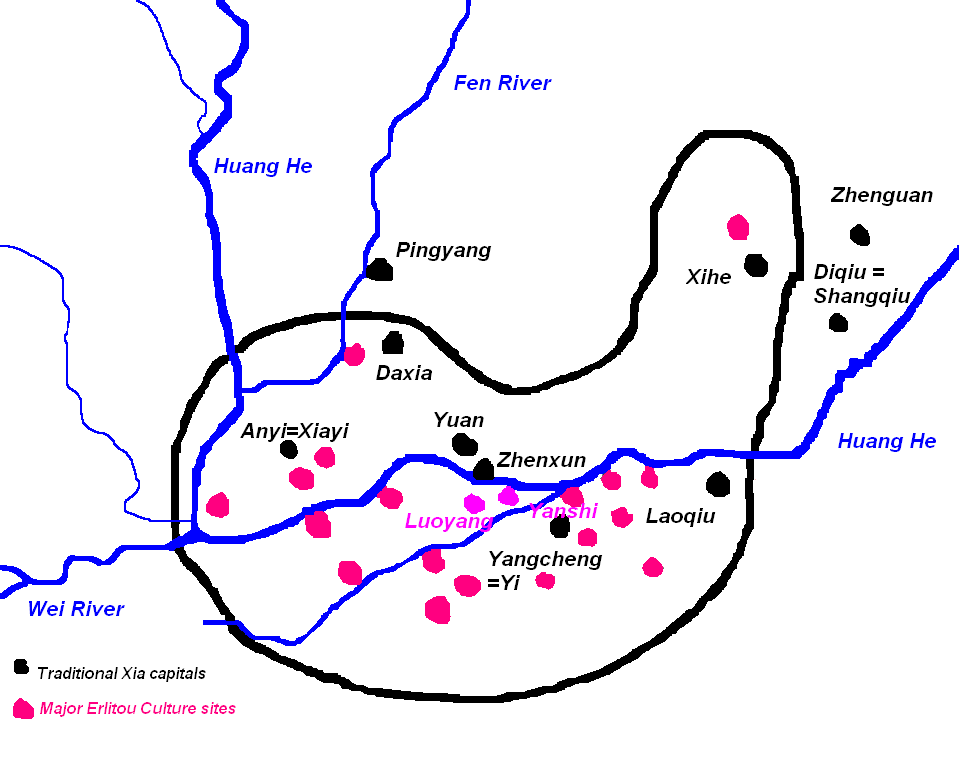
Область распространения культуры Эрлитоу

Культура Эрлитоу (кит. упр. 二里头文化, пиньинь èrlǐtóu wénhuà) — урбанистическая археологическая культура раннего бронзового века, существовавшая на территории Китая в период 2100—1800 (1500?) гг. до н. э. Археологическая зона находится примерно в десяти километрах к востоку от города Лоян, который на протяжении многих веков был столицей или находился в самом центре жизни страны.
Культура получила название по открытому при раскопках иньских стоянок в 1958 году археологическому памятнику в Эрлитоу (二里頭村) в Яньши, провинция Хэнань. Была изначально широко распространена на территории современных провинций Хэнань и Шаньси, позднее распространилась также в провинциях Шэньси и Хубэй. Китайские археологи нередко отождествляют культуру Эрлитоу с династией Ся, хотя ввиду отсутствия письменных источников эта связь небесспорна. Данная культура сыграла решающую роль в процессе формирования позднеиньской цивилизации (см. подробно Хронологический проект Ся-Шан-Чжоу).

## Культура
Эрлитоу было крупнейшим поселением в Китае и всей Восточной Азии вплоть до примерно 1500 г. до н. э. К настоящему времени Эрлитоу считается наиболее ранним достоверно установленным административным центром Китая, где обнаружены руины дворцов и мастерские по плавке бронзы. Эрлитоу сыграло важную роль в переходе Китая от неолита к бронзовому веку. Наряду с Эрлиган, считается примером урбанистической революции в Китае.
По-видимому, культура Эрлитоу развилась на основе хэнаньской культуры Луншань и, возможно, шаньдунского Луншаня.

## Археология

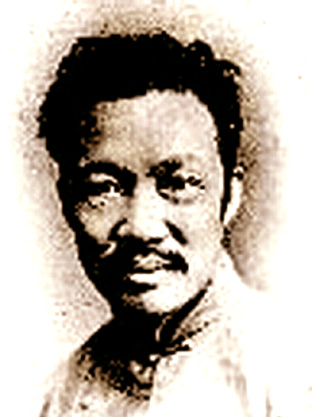
Археолог Сю Сюшэн

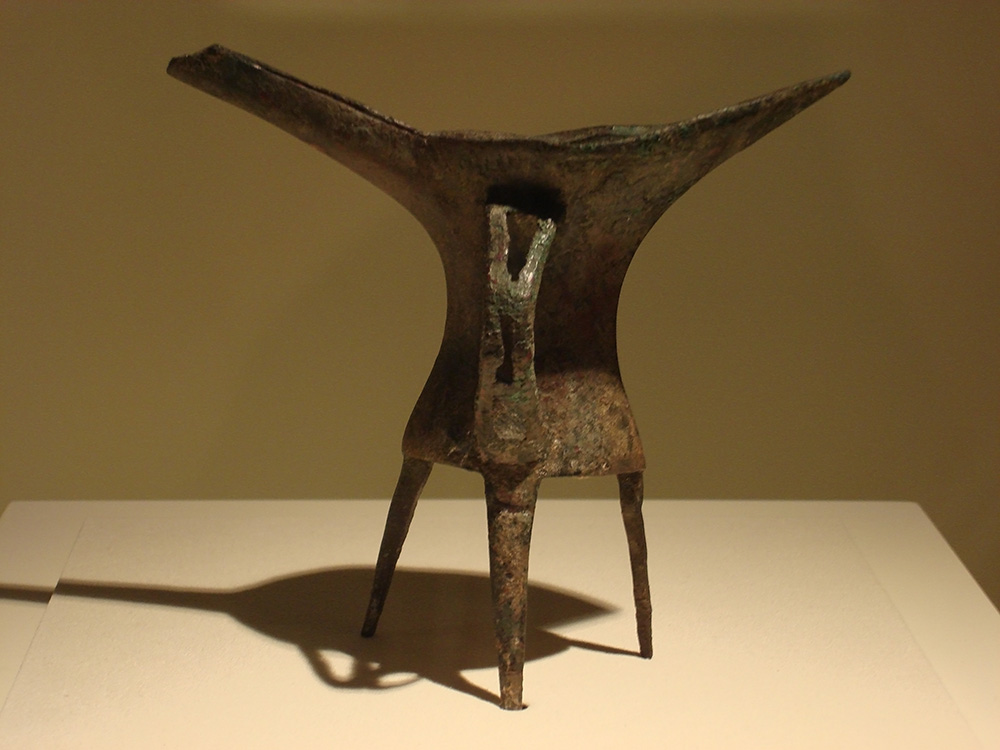
Бронзовый сосуд цзюэ для вина

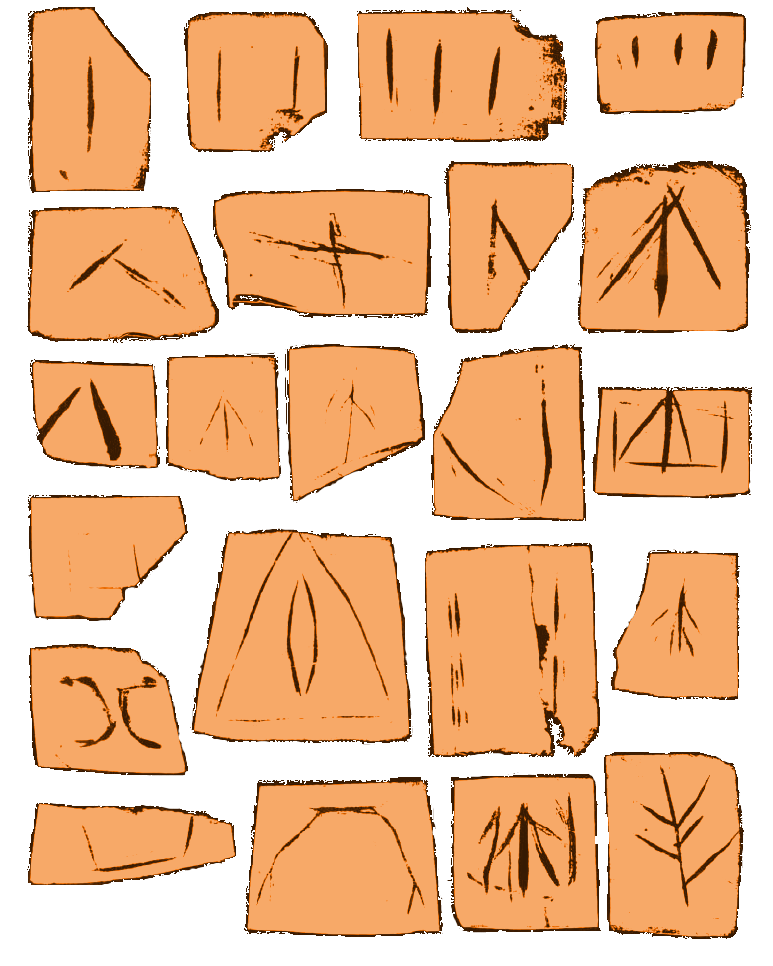
Знаки на керамике из раскопок недалеко от Эрлитоу, напоминающие простейшие иероглифы

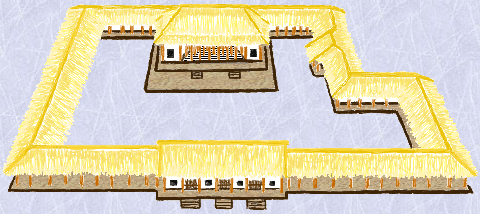
Реконструкция дворца первой фазы культуры Эрлитоу

Археологическая зона была открыта в 1959 году археологом Сю Сюшэном, в первую очередь был обнаружен дворец и мастерская бронзовых сосудов. Город размером 2,4 x 1,9 км располагался на слиянии рек Лохэ и Ихэ. Археологи выделили четыре фазы развития культуры, каждая из которых занимала около столетия.
Во время первой фазы в Эрлитоу возникло растущее поселение размером 100 га, которое однако ещё не стало городом.
Во время второй фазы поселение достигло площади 300 га и стало принимать городские черты. Четыре дороги обрамляли дворец площадью 12 га. К югу от дворцового комплекса размещался склад бронзовых сосудов.
Во время третьей фазы наступил расцвет города, население которого оценивают в 18-30 тысяч жителей. Дворцовый комплекс окружили земляным валом толщиной 2 м, были построены ещё дворцы.
Четвёртая фаза характеризует упадок, хотя последние раскопки показывают, что застройки города продолжались. Примерно в 1600 году до н. э. в Яньши, примерно в шести км от Эрлитоу, был построен другой город, обнесённый стеной.
В Эрлитоу (на реке Илоу, приток реки Лухэ) находилось массовое производство ритуальных бронзовых сосудов и других изделий из бронзы, в отличие от Лодамяо. В первоначальных раскопках изделий из бронзы было очень мало и все, возможно, были предметом импорта (ножи, шила, наконечники стрел, колокольчики).
Существенным элементом чисто иньских культурных традиций, обнаруженных в Эрлитоу, были строительные методы, в частности хан-ту. Обнаружен Т-образный фундамент до 100 м в длину и ширину — нечто вроде общей центральной площади с несколькими строениями, а не отдельного строения.
Характерные формы керамики: тетраподы дин и пань, горшок-паровик цзэн, триподы цзя с рукоятями. Керамика серая, черная и белая, сосуды грубые и тонкие, примитивные и вычурные. Важнее всего было развитие штампа — резной, весьма искусный. с затейливой резьбой и высоким художественным мастерством. Изображения символичны, идейны. Стали появляться изображения драконов и монстров (на отдельных сосудах), маски таоте.
После восхождения династии Шан Эрлитоу существенно уменьшается в размере, однако на раннем этапе данной династии всё ещё остаётся населённым. Размеры древнего города составляли около 2,4 на 1,9 км, из которых сохранились только около 3 км² в связи с тем, что прочая территория пострадала от наводнений. Дворцы находятся на юго-восточном участке древнего города. Дворец 3 и Дворец 5 были первыми сооружениями в городе, более крупными, чем Дворцы 1 и 2, построенные поверх их фундаментов. Дворец 3 представляет особый интерес; он состоял из 3 дворов вдоль 150-метровой оси.